# Basilique de la Sainte-Trinité de Cracovie
Pour les articles homonymes, voir Basilique de la Sainte-Trinité et Église des Dominicains.
La basilique de la Sainte-Trinité de Cracovie, appelée localement église des Dominicains, est l'une des plus grandes églises catholiques de Cracovie en Pologne. Elle est répertoriée comme étant dominicaine depuis 1222.

## Historique
Le bâtiment a un plan basilical à trois nefs. Elle a été fondée au XIIIe siècle et initialement en bois. Aux XIVe et XVe siècles, l'église et les bâtiments du couvent ont été agrandis et reconstruits. Après un incendie en 1850, l'église du monastère est reconstruite et réaménagée. En 1957, elle est élevée au rang de basilique mineure.
Dans le presbytère se trouve l'épitaphe conçue par Veit Stoss pour le poète et érudit italien Filippo Buonaccorsi. C'est la première pièce de ce genre en Pologne pour une personne sans dignité laïque ou spirituelle.

## Orgue
L'orgue actuel a été construit dans les années 1899/1900 par la société de facture d'orgues Gebrüder Rieger (Silésie). L'instrument a 30 jeux sur deux claviers et une pédale.

## Illustrations

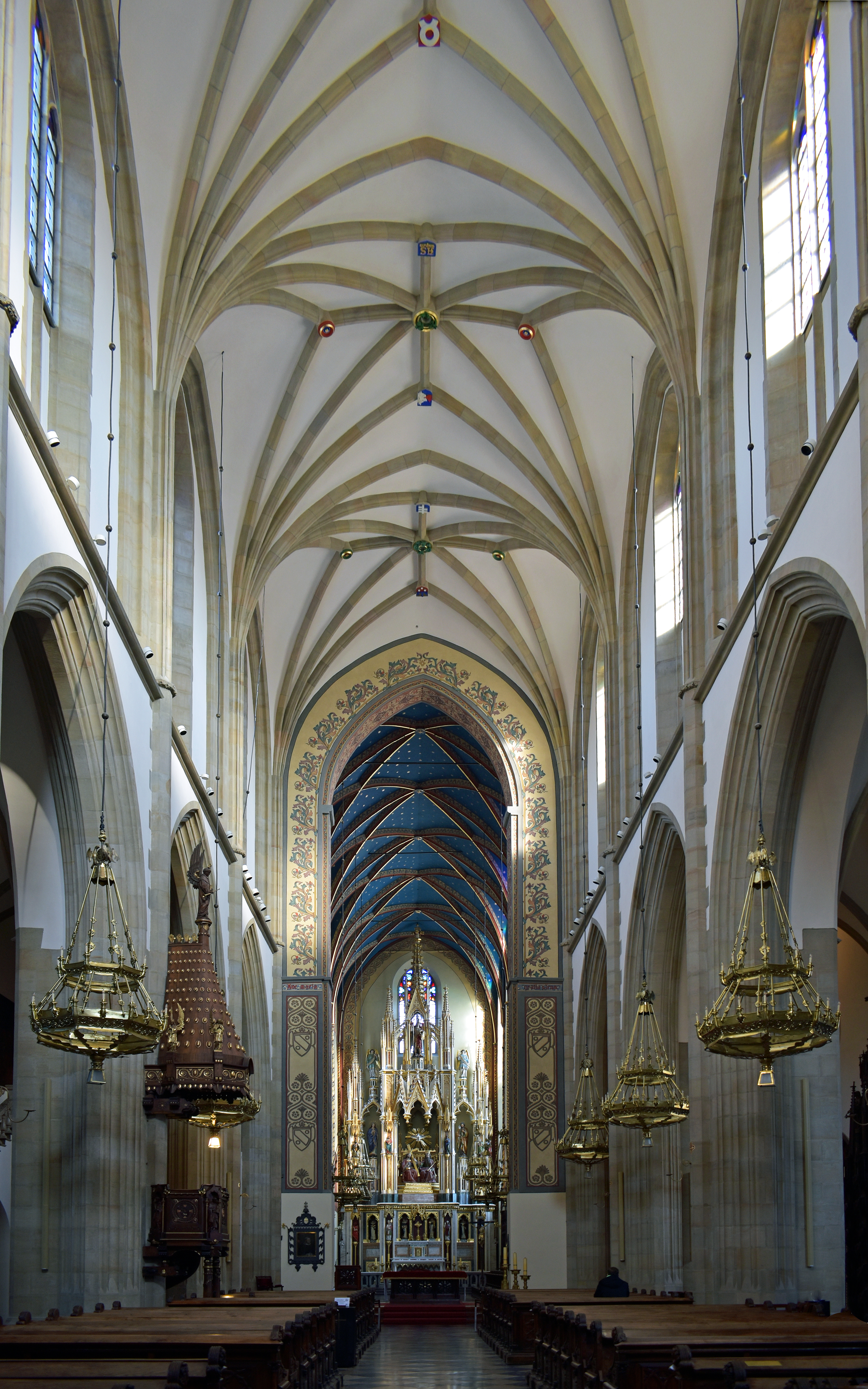
Vue intérieure (nef principale).
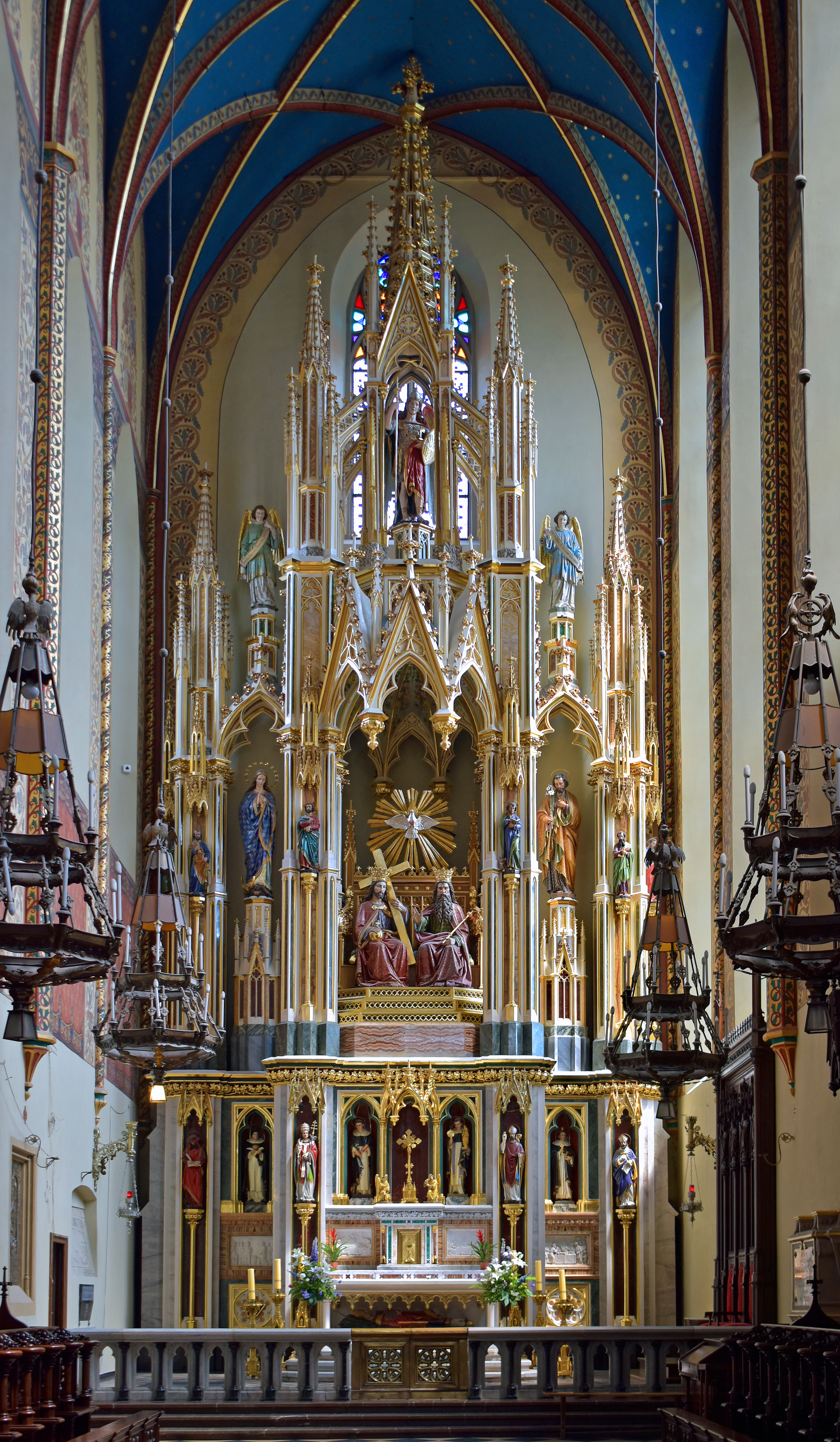
Autel principal.
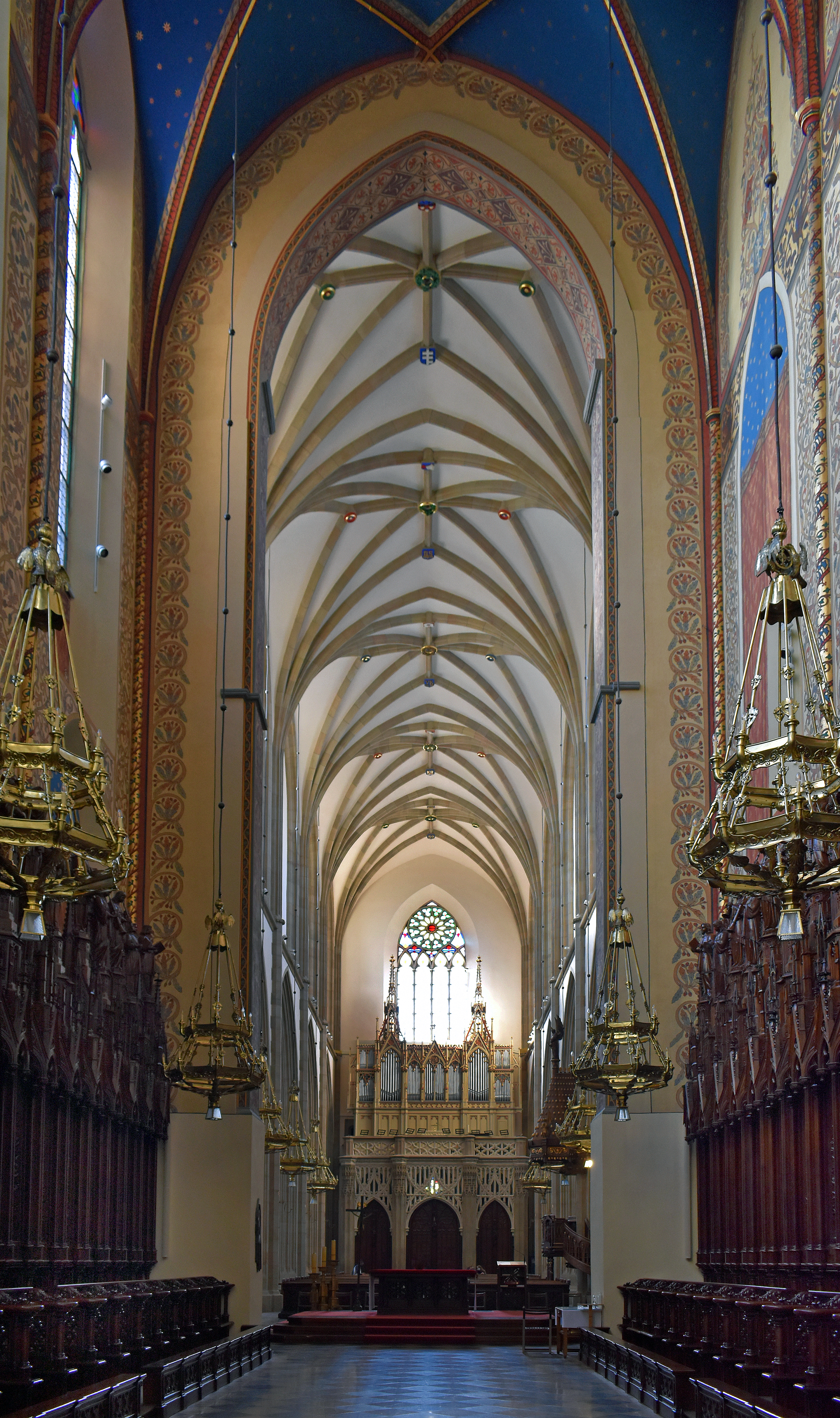
Chœur musical et orgues.
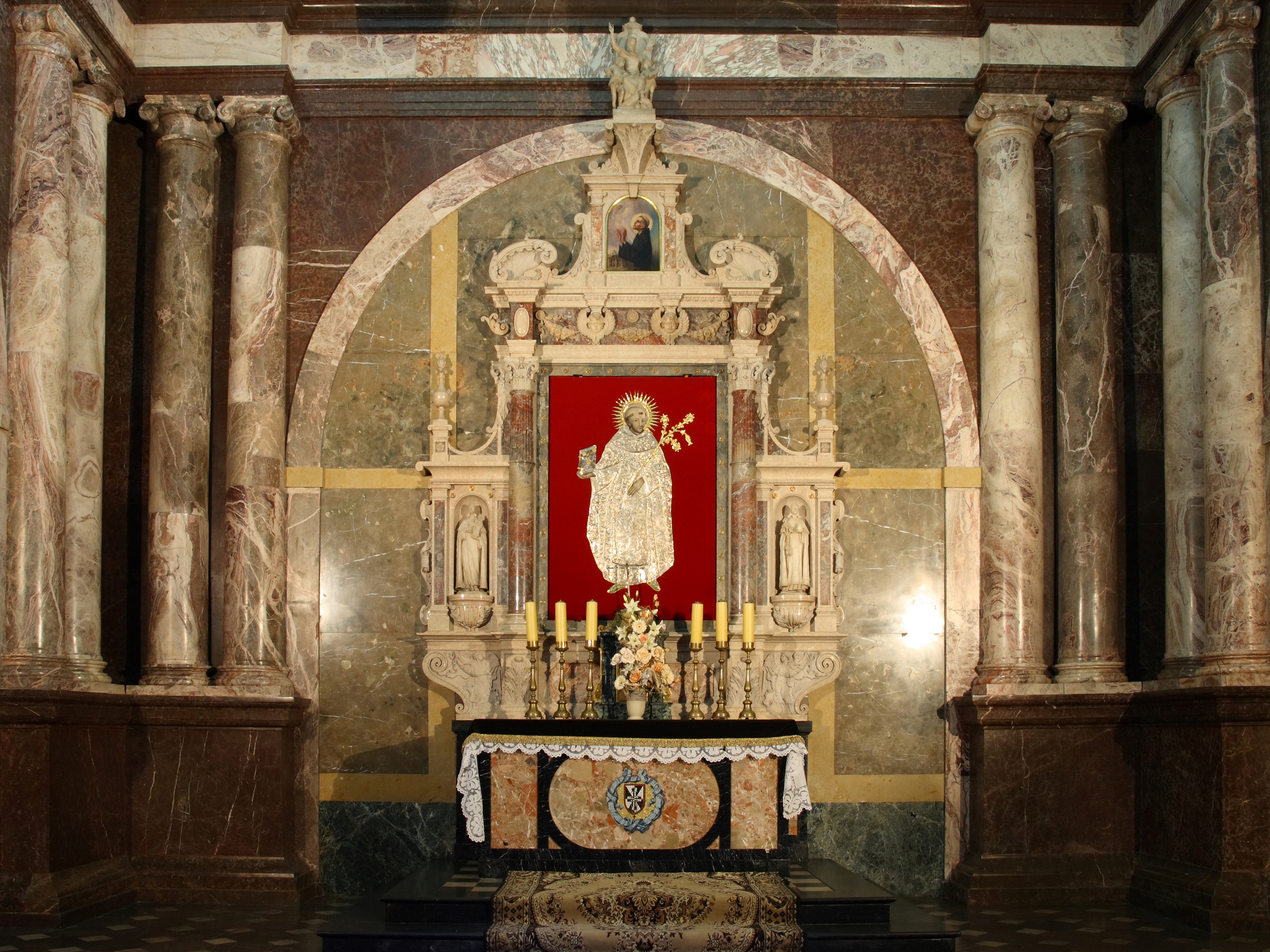
Chapelle Myszkowski.
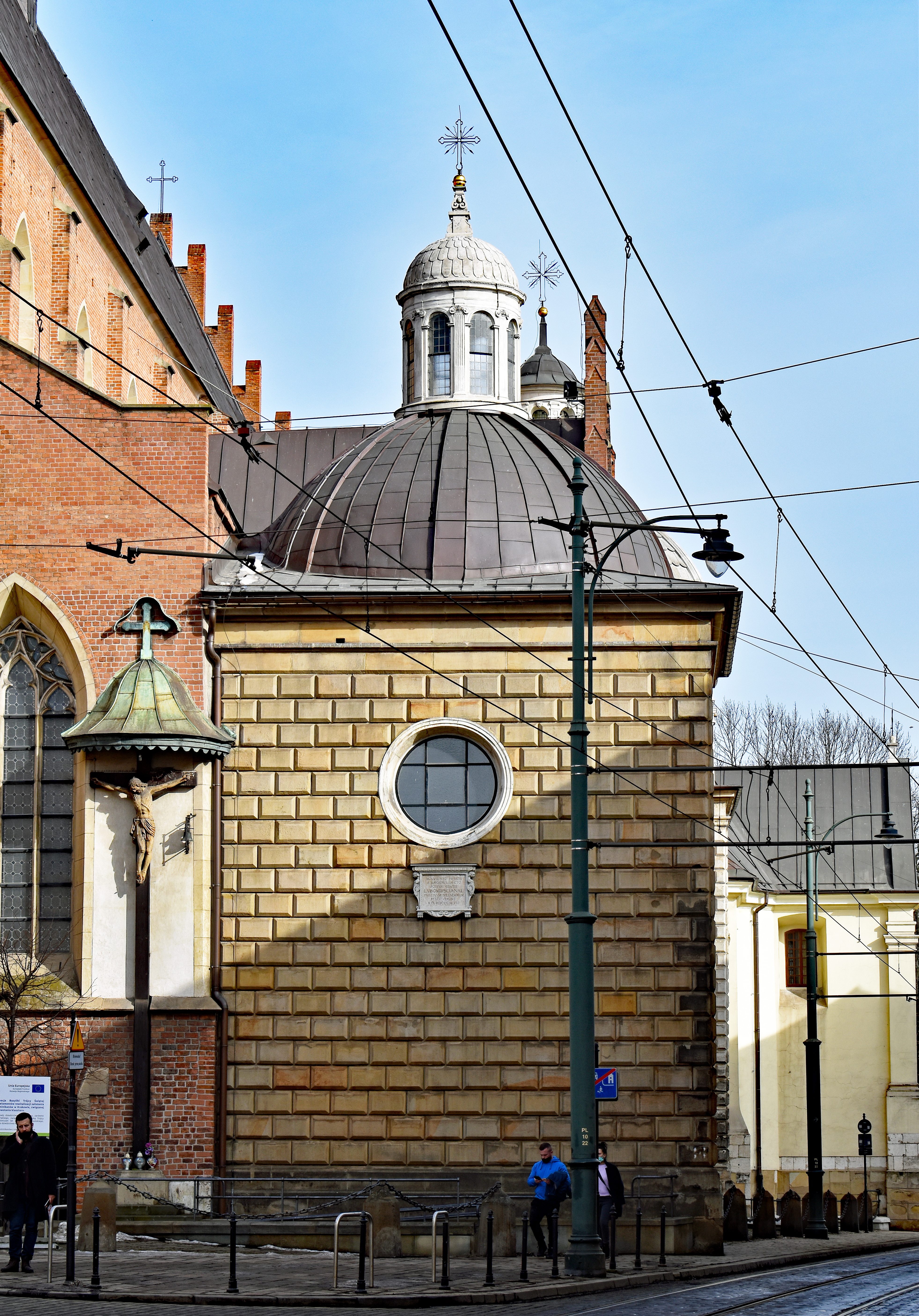
Chapelle de sainte Rose de Lima vue de l’extérieur.
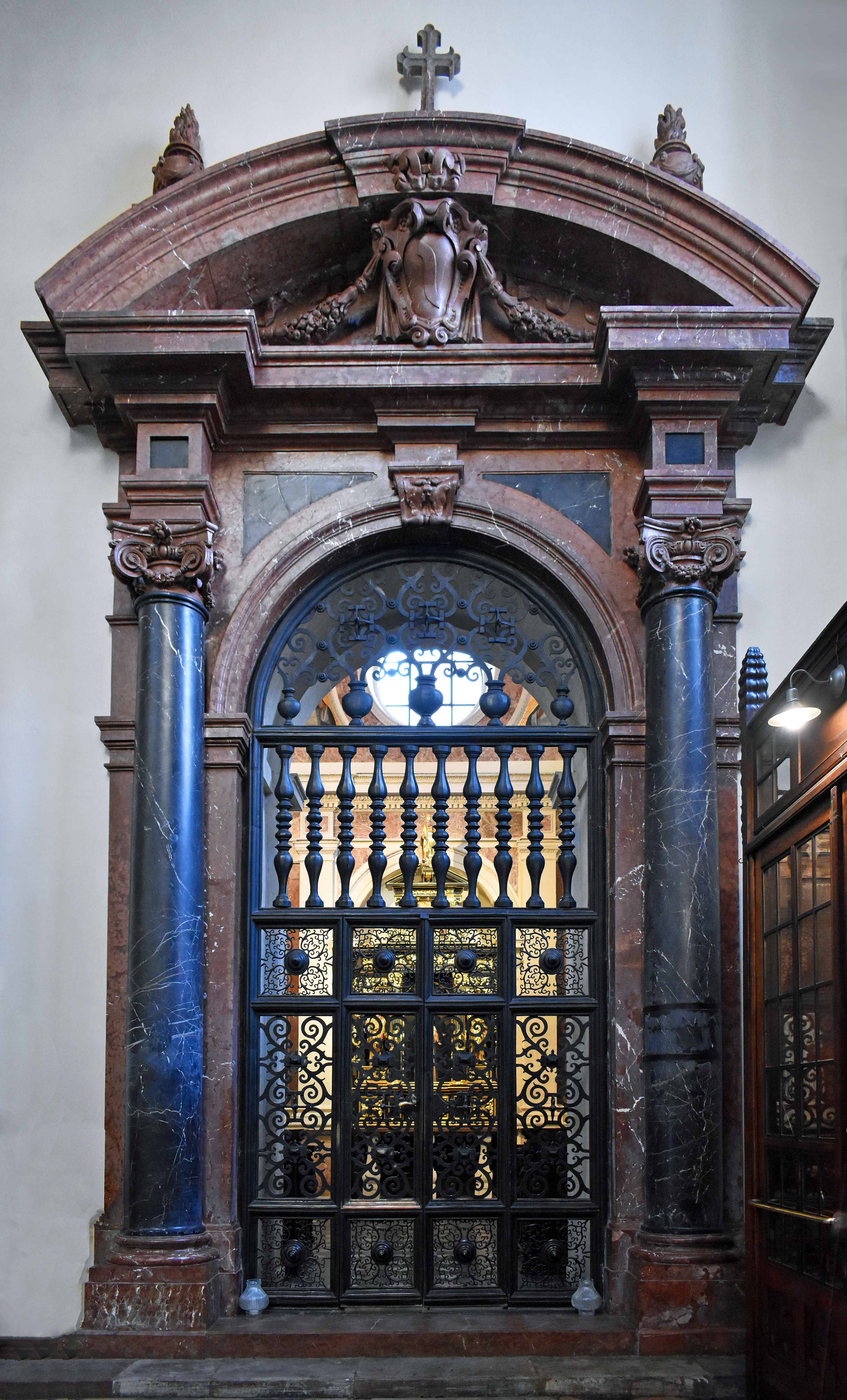
Entrée.
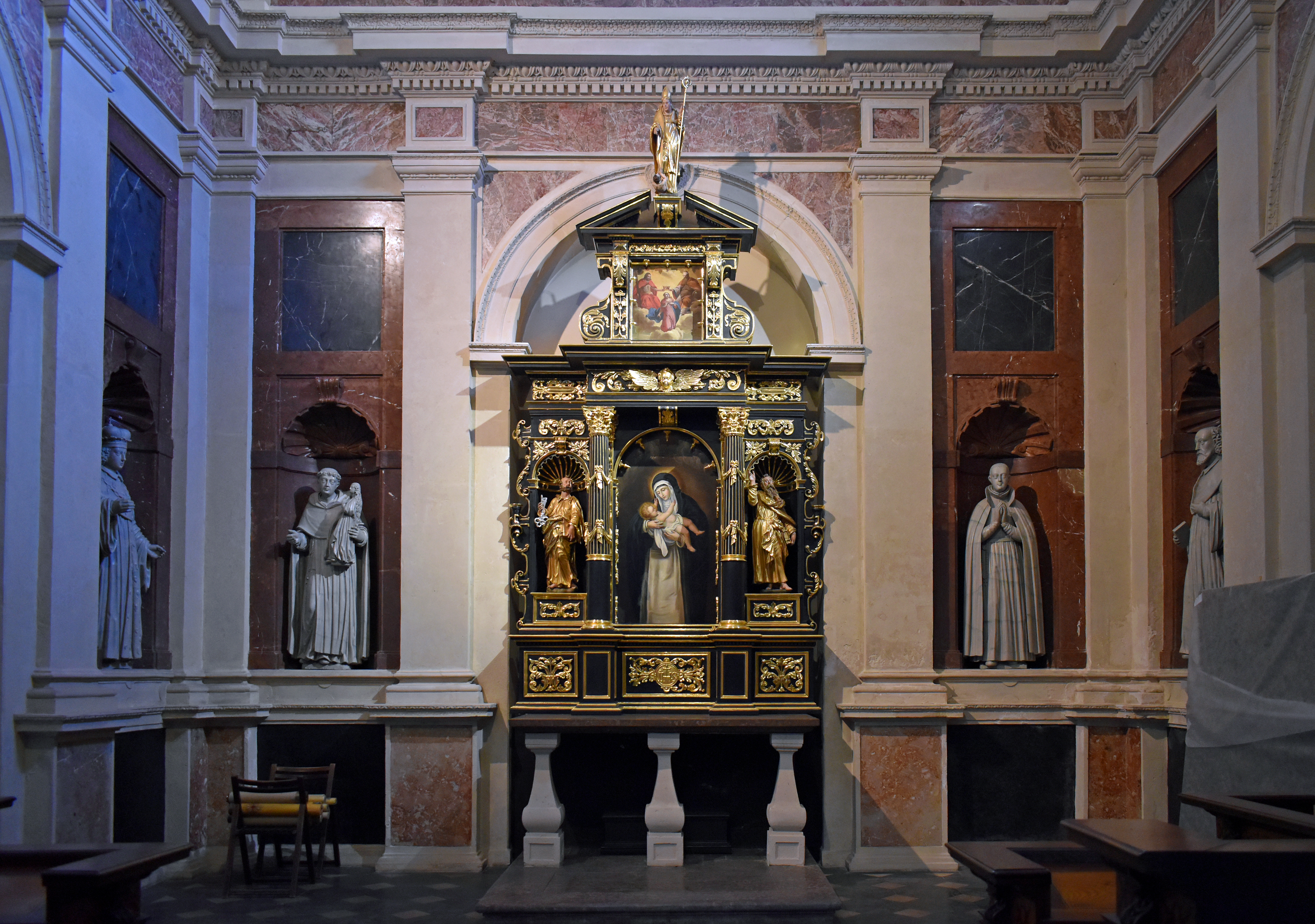
Intérieur.
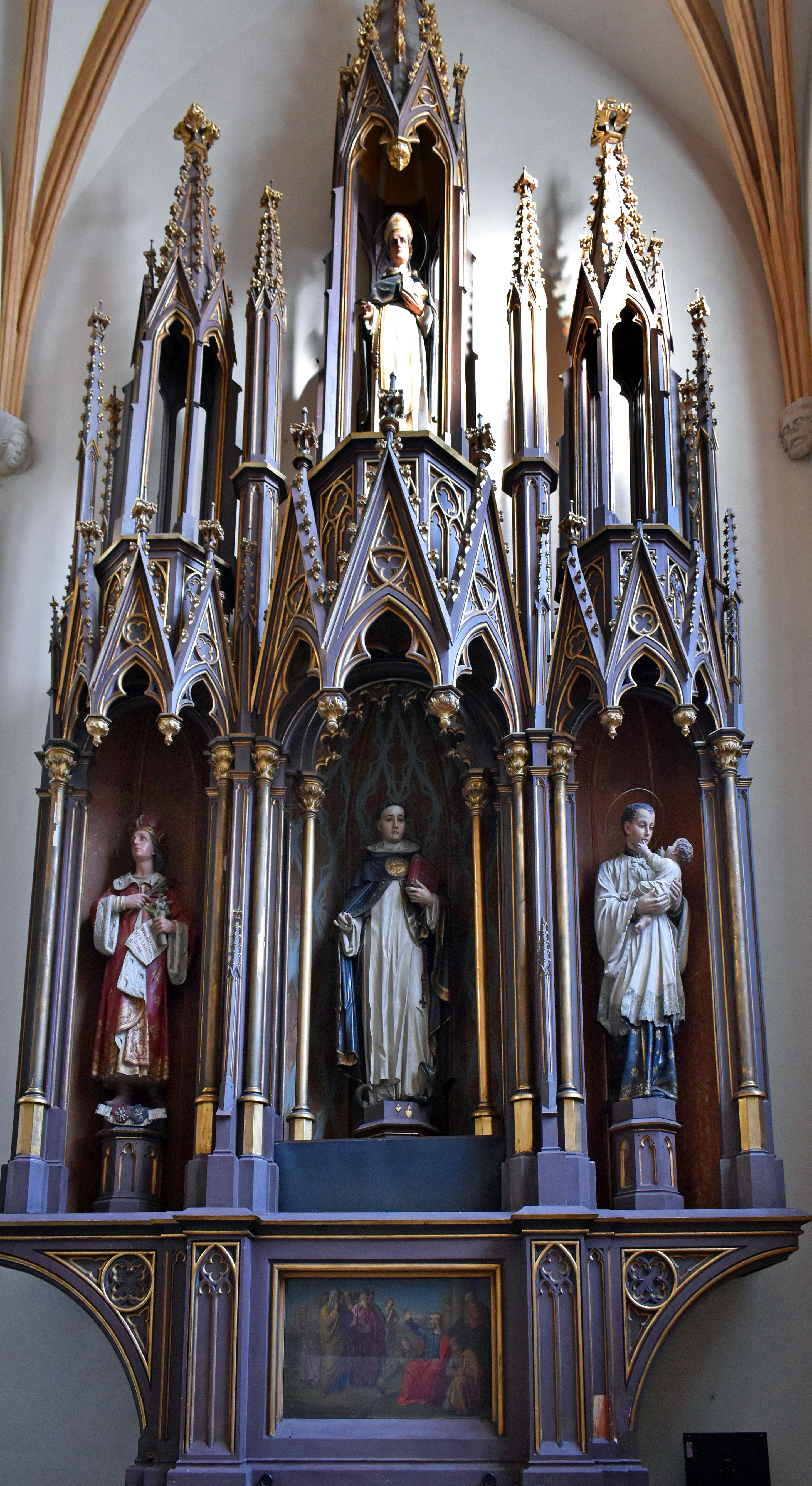
Chapelle de saint Thomas – autel avec un tableau de Dolabella.
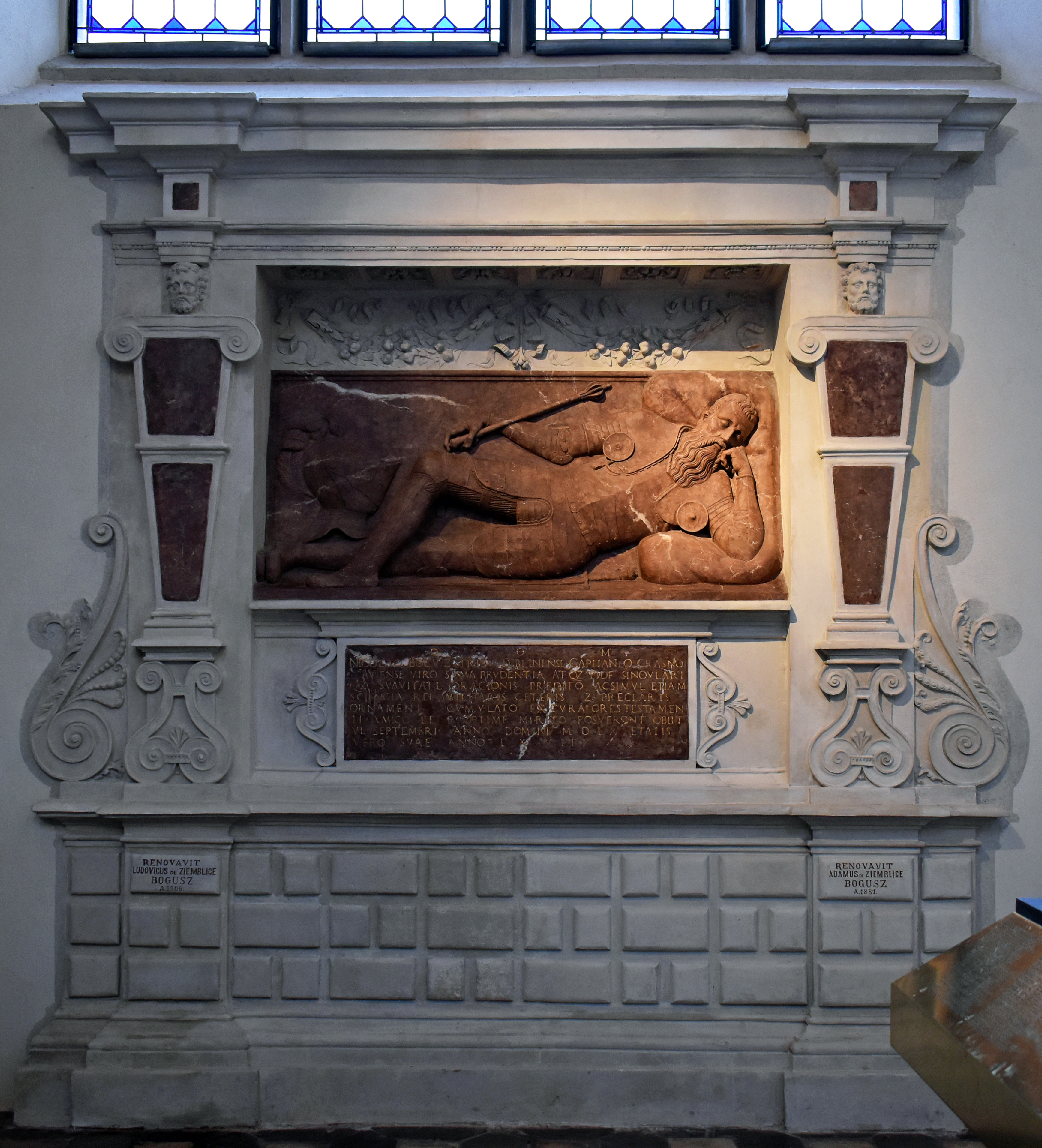
Chapelle de saint Thomas, tombeau de Mikołaj Bogusz.
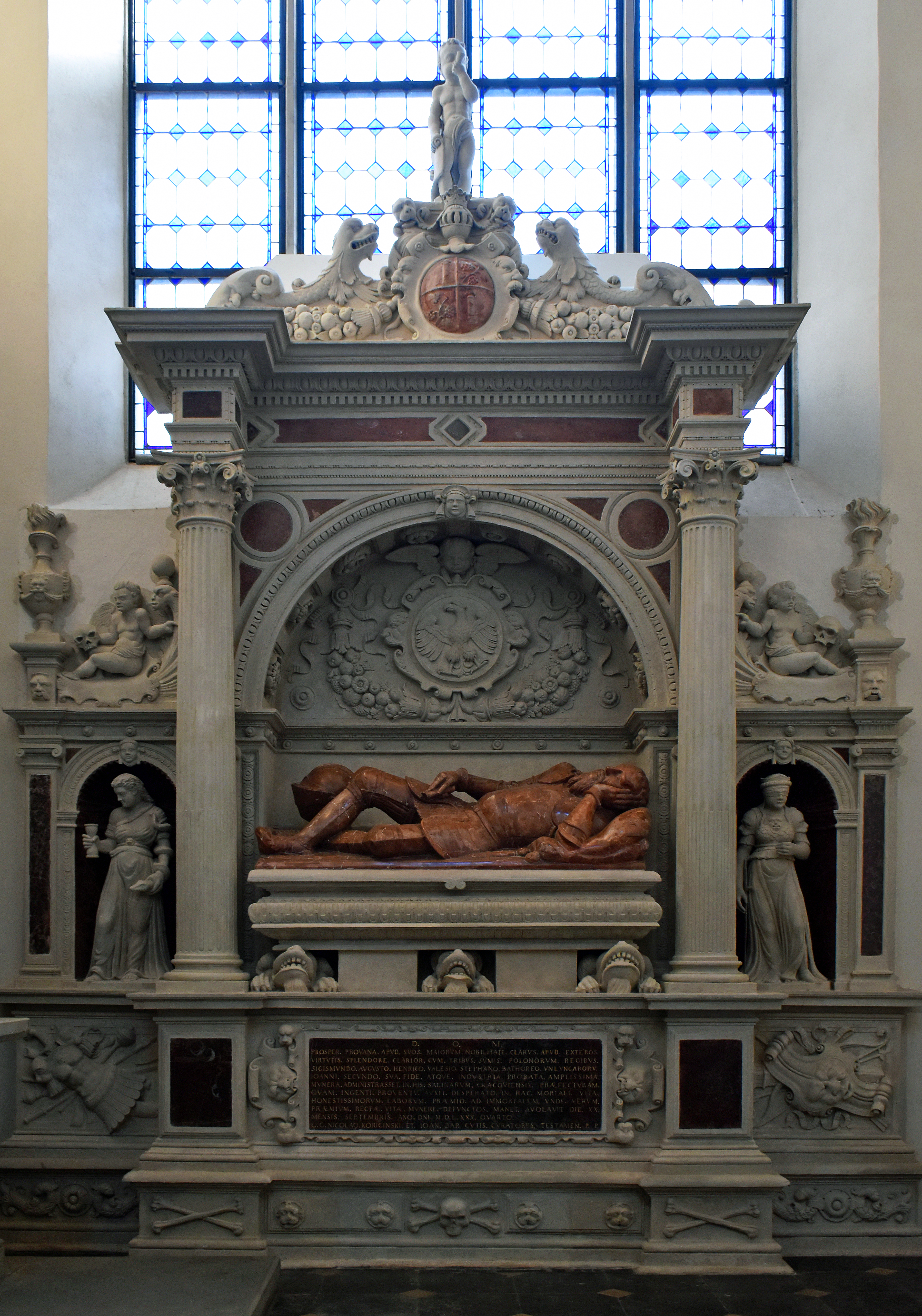
Chapelle de saint Joseph, tombeau de Prosper Provano.
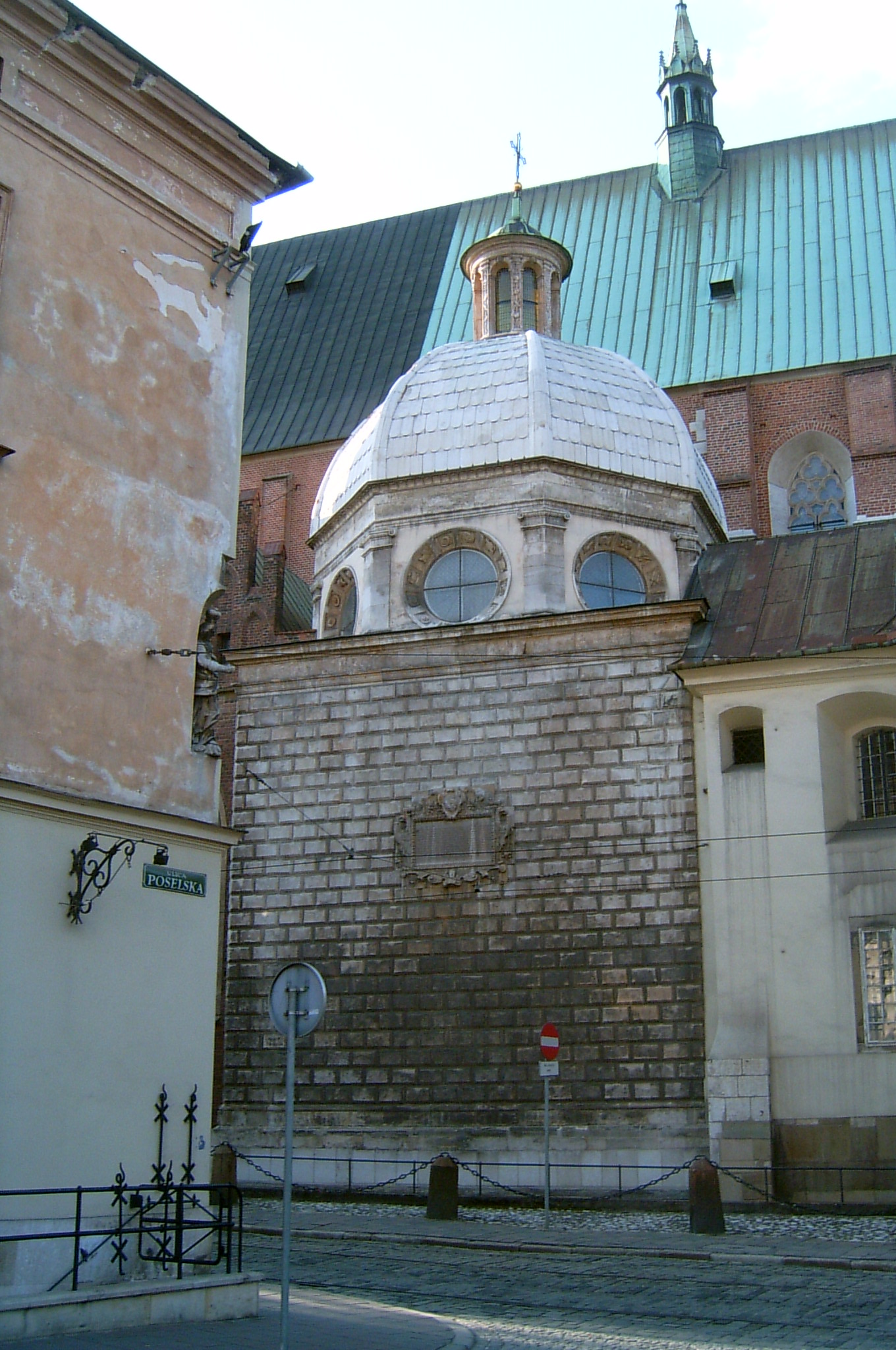
Chapelle de saint Dominique vue de l’extérieur.
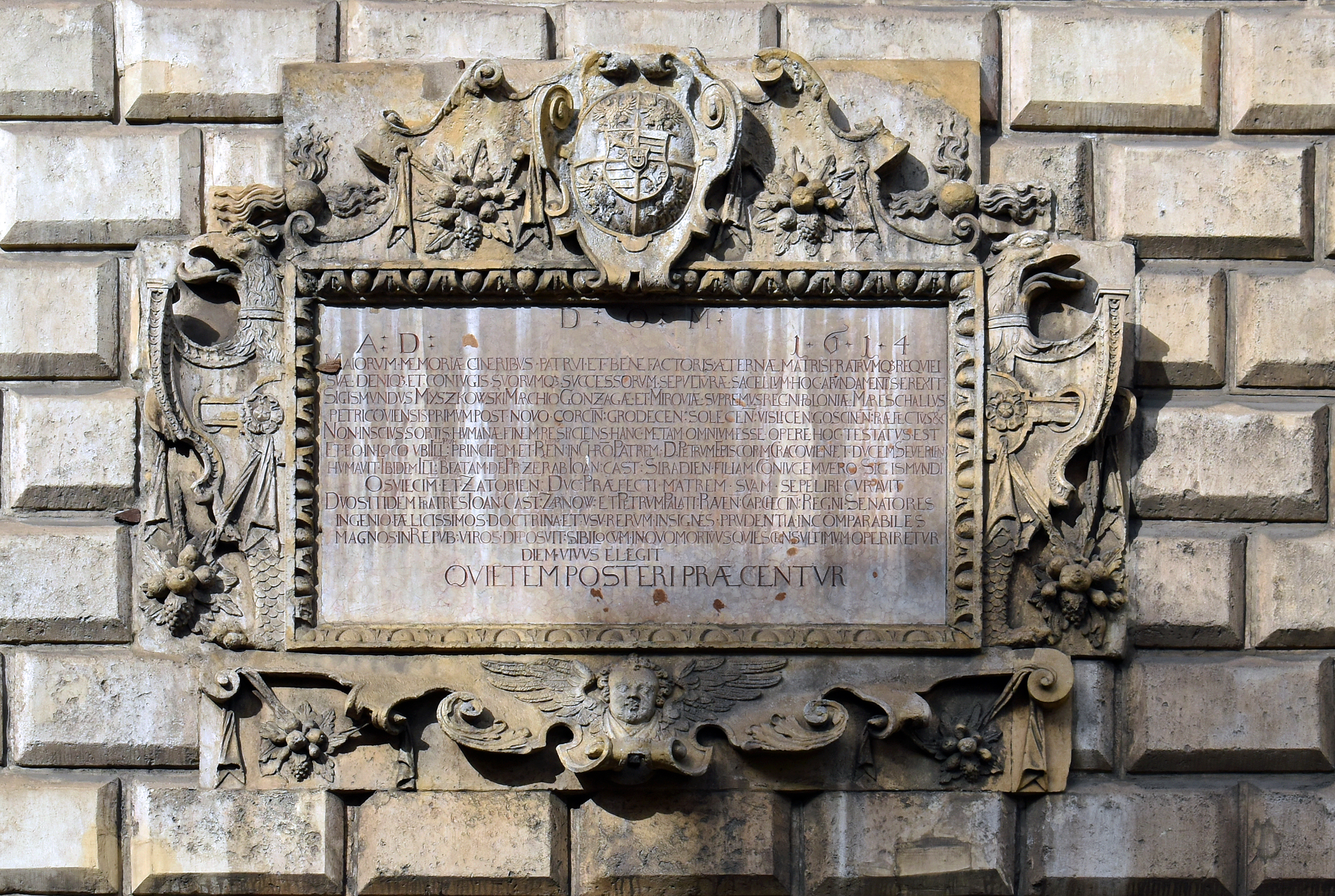
Chapelle de saint Dominique, épitaphe de Zygmunt Myszkowski.
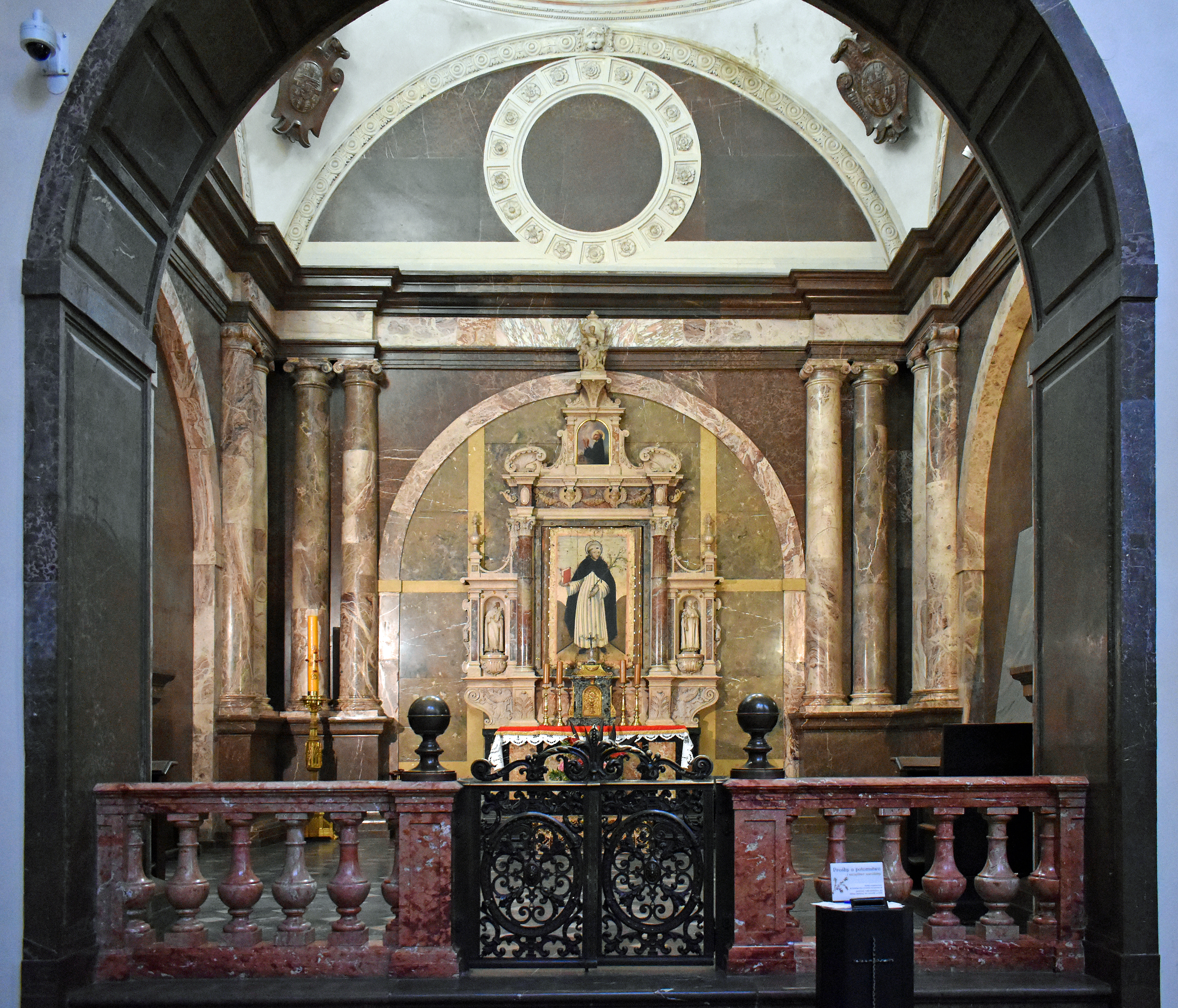
Intérieur de la chapelle.
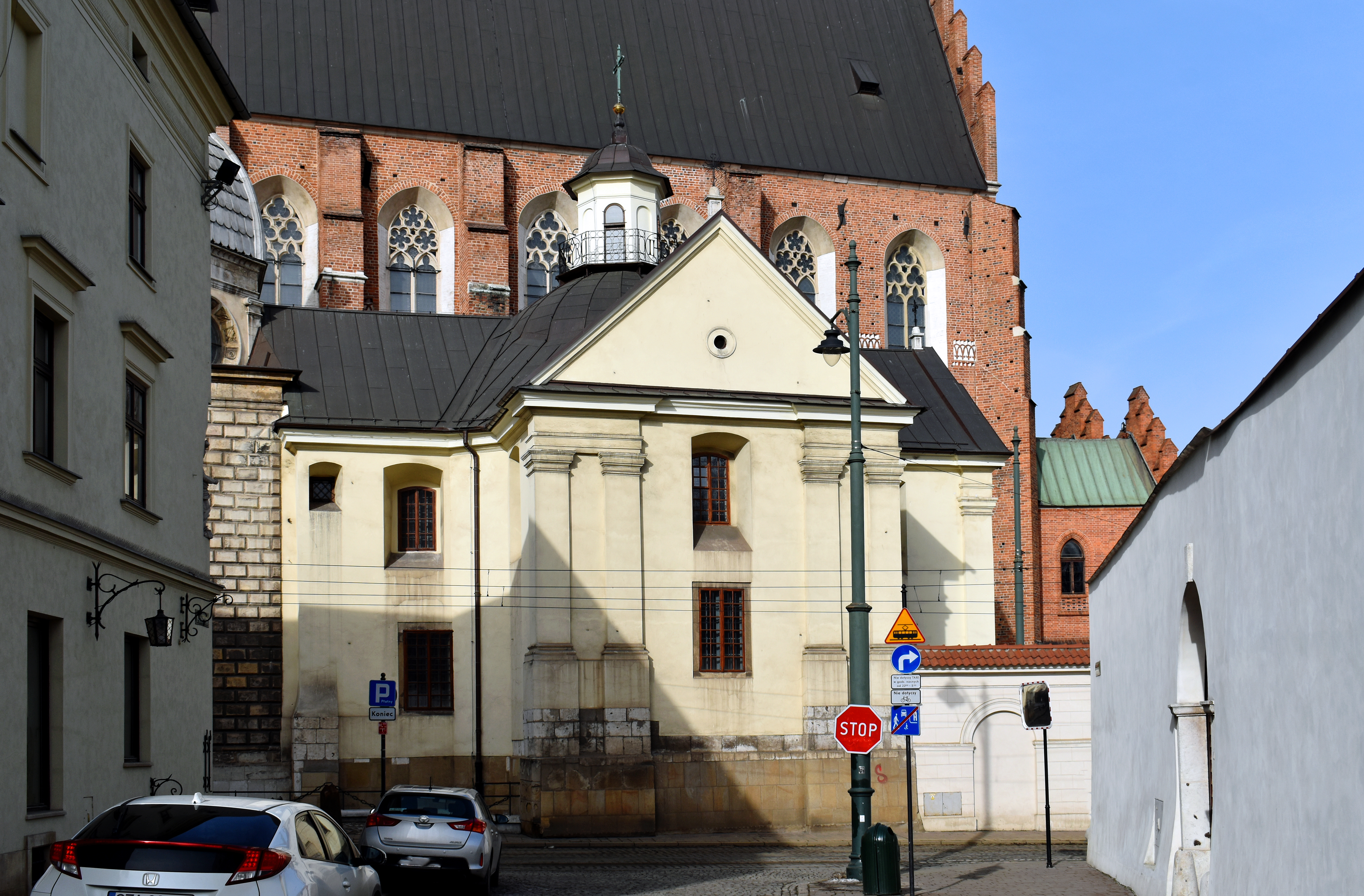
Chapelle vue depuis la rue Poselska.
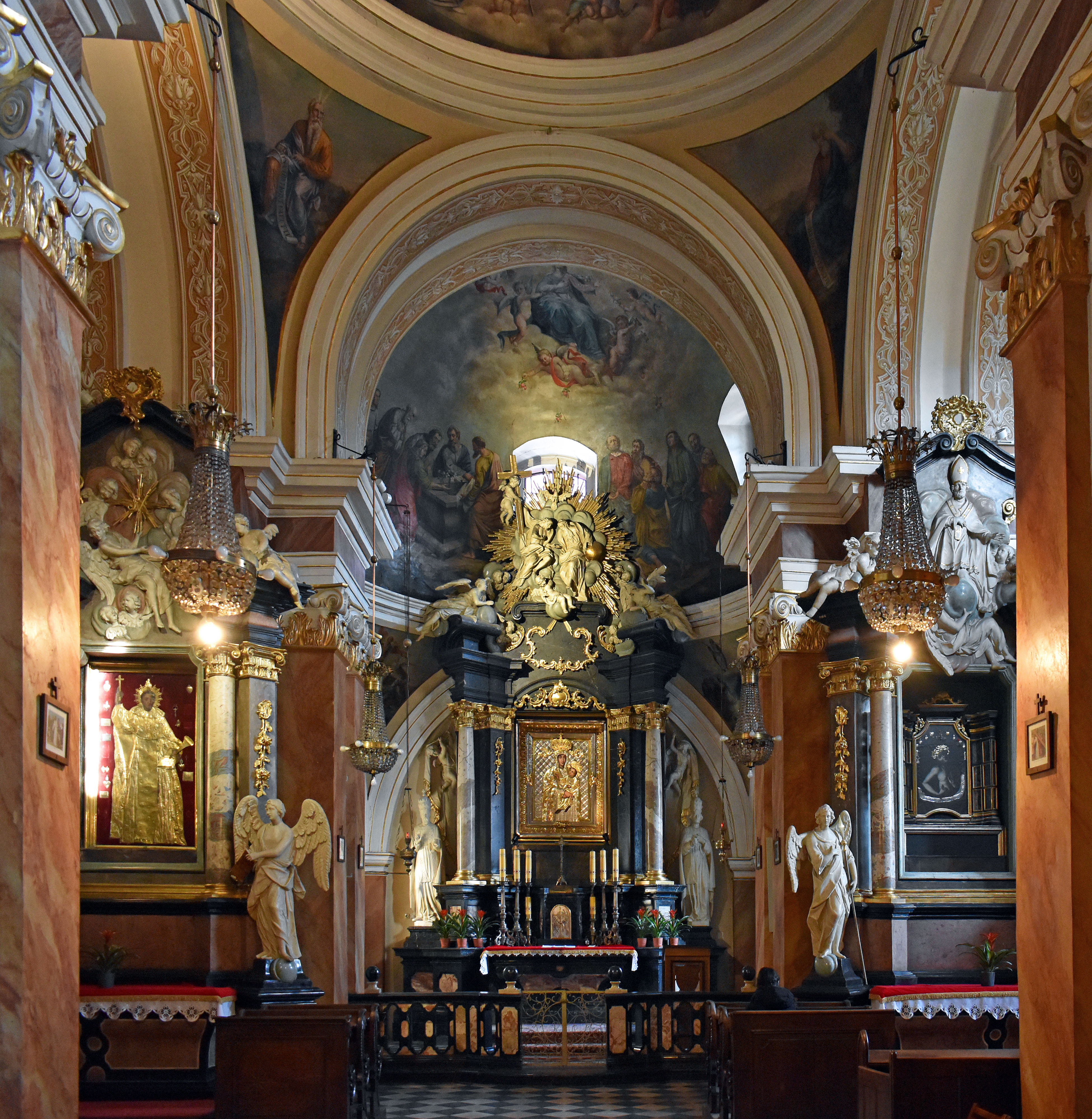
Chapelle du Rosaire, intérieur.
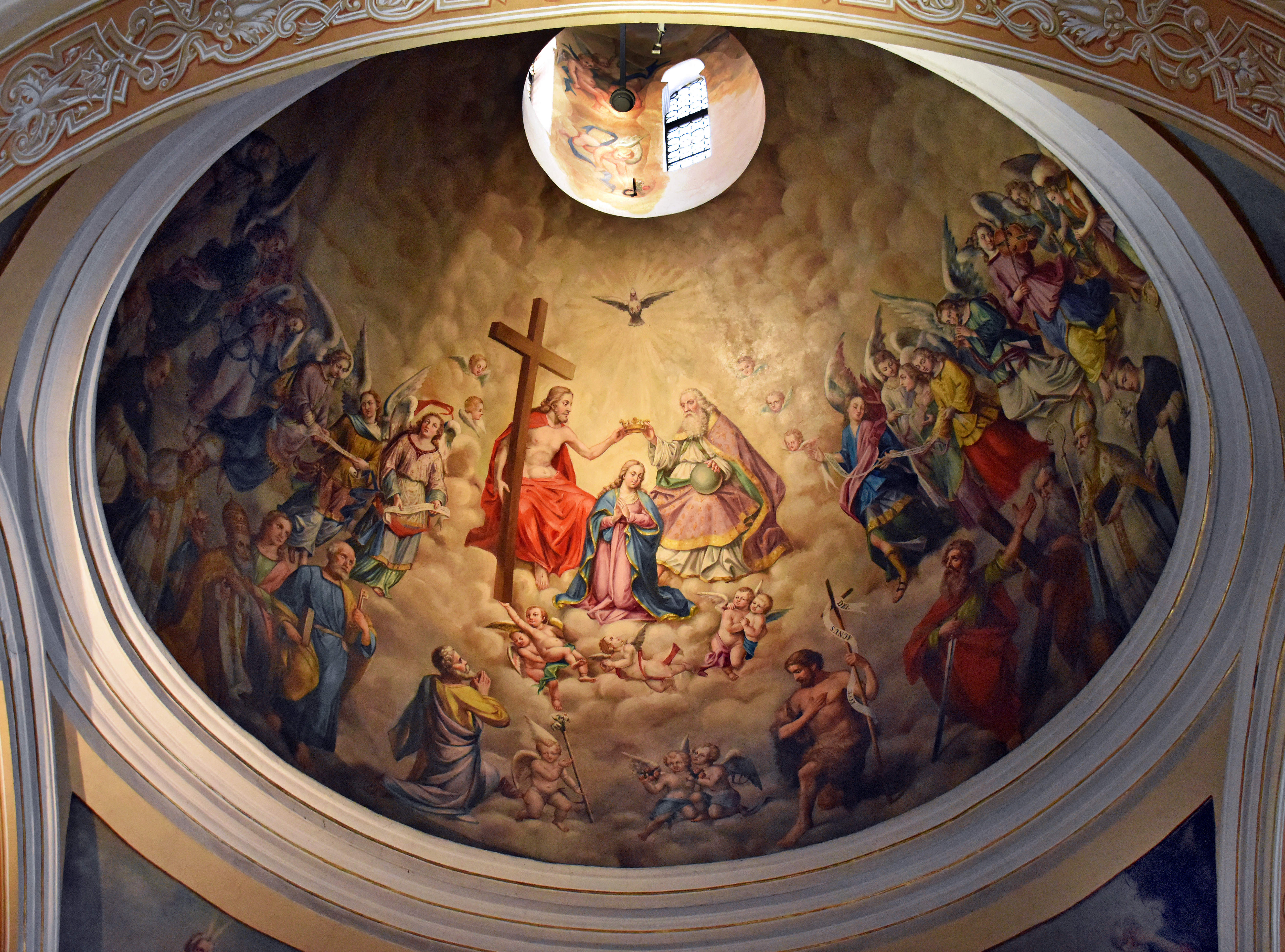
Dôme, polychromie.
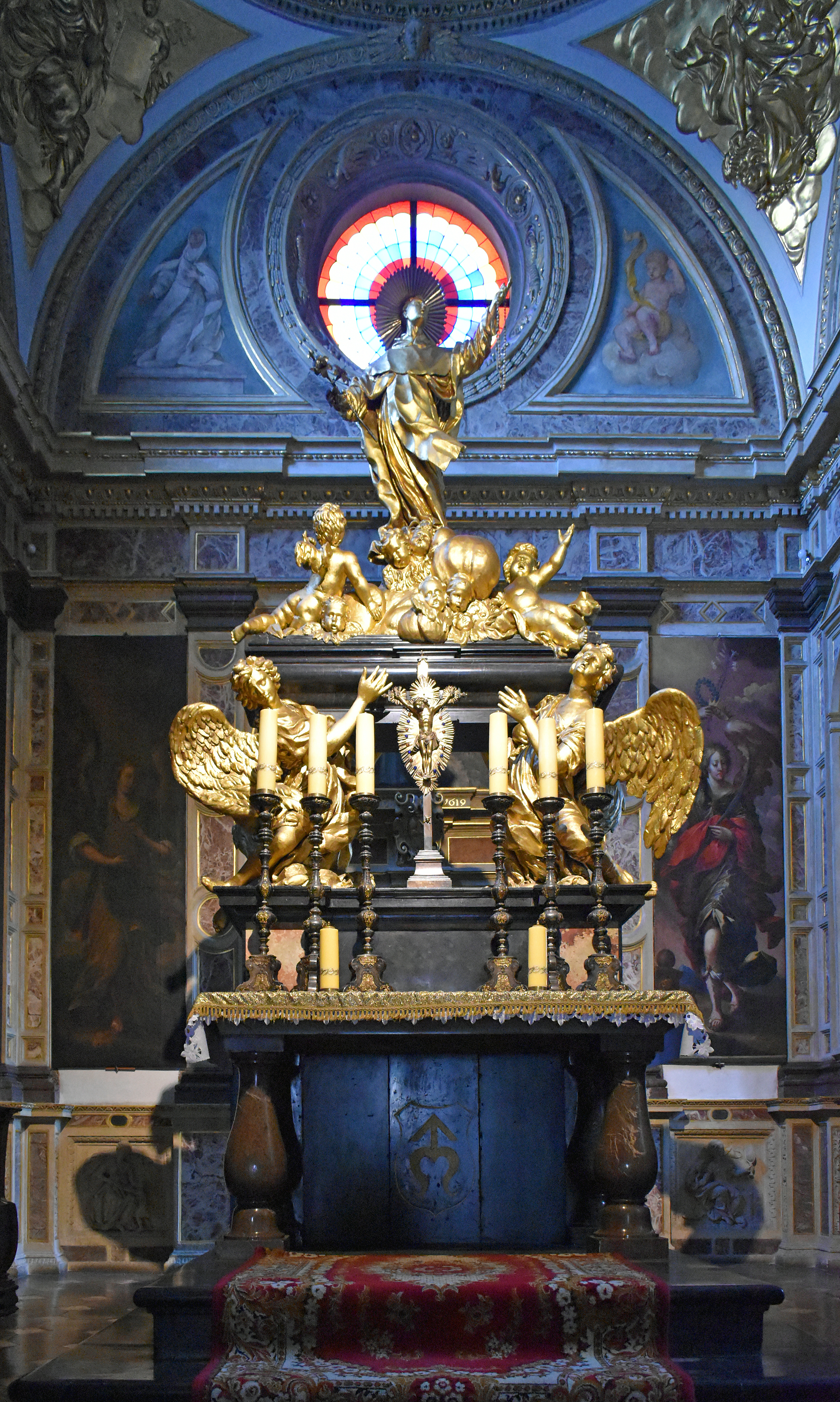
Chapelle de saint Hyacinthe.

## Référence
1. ↑  (en) « Bazylika Przenajświętszej », sur gcatholic.org (consulté le 24 janvier 2022).